# Петко Бобев
Петко Гогов Бобев е български революционер, деец на Вътрешната македоно-одринска революционна организация.

## Биография
Бобев е роден в тракийското село Доганхисар, тогава в Османската империя, днес Есими, Гърция. Занимава се с търговия. Учи две години в Одринската българска гимназия. Бобев е църковно-училищен настоятел, както и съветник в българското архиерейско наместничество в Дедеагач. През 1897 година е арестуван от властите и затворен за три месеца. Бобев е член, а от есента на 1902 година – председател на околийския революционен комитет в Дедеагач.